# 학남정
학남정은 대한민국 전라북도 진안군 백운면에 있다. 2016년 12월 28일 진안군의 향토문화유산(유형) 제8호로 지정되었다.

## 개요
1927년 건립된 원반마을 정자로, 향토사적 가치가 있다.